# Município de Vienna (condado de Trumbull, Ohio)
O município de Vienna (em inglês: Vienna Township) é um município localizado no condado de Trumbull no estado estadounidense de Ohio. No ano de 2010 tinha uma população de 3.997 habitantes e uma densidade populacional de 65,66 pessoas por km².

## Geografia
O município de Vienna encontra-se localizado nas coordenadas 41° 14′ 03″ N, 80° 40′ 00″ O. Segundo a Departamento do Censo dos Estados Unidos, o município tem uma superfície total de 60.88 km², da qual 60.61 km² correspondem a terra firme e (0.44%) 0.27 km² é água.

## Demografia
Segundo o censo de 2010, tinha 3.997 habitantes residindo no município de Vienna. A densidade populacional era de 65,66 hab./km². Dos 3.997 habitantes, o município de Vienna estava composto pelo 97.52% brancos, o 1.03% eram afroamericanos, o 0.08% eram amerindios, o 0.35% eram asiáticos, o 0.03% eram insulares do Pacífico, o 0.08% eram de outras raças e o 0.93% pertenciam a duas ou mais raças. Do total da população o 0.73% eram hispanos ou latinos de qualquer raça.